# Beáta Matyášová
Beáta Matyášová (* 1979 Děčín) je česká spisovatelka.

## Život
Vystudovala ekonomii na České zemědělské univerzitě v Praze, kde žije od roku 1998, ale své profesi se nikdy zcela nevěnovala. Od dětství tíhla ke knihám. Po škole zůstala v hlavním městě a pracovala ve dvou nakladatelstvích jako referentka zahraničního obchodu a jako redaktorka. V současné době píše knihy pro ženy a články pro Pravý domácí časopis. Zároveň pracuje jako recepční na oční klinice. Je vdaná, má syna a dceru.
Kniha Klára nad propastí je její prvotinou z roku 2012. Její knihy vycházejí pod pseudonymem Beáta Matyášová v nakladatelství Motto.

## Literární tvorba
- Klára nad propastí (2012)
- Karla v pasti (2012)
- Klaudie na rozcestí (2013)
- Lucie v pozici stromu (2014)